# Vitrasi Pol·lió
Gai Vitrasi Pol·lió (en llatí: Caius Vitrasius Pollio) va ser prefecte (governador) d'Egipte en el regnat de Tiberi. Va morir l'any 32. L'esmenta Dió Cassi.
Un altre Vitrasi Pol·lió que fou també prefecte d'Egipte en el regant de Claudi era probablement el seu fill, tal com diu Plini el Vell.
Un net del primer i fill del segon, també anomenat Vitrasi Pol·lió, va ser legat a la Gàl·lia Lugdunense en temps d'Hadrià, segons diu la Digesta. Era probablement el pare de Vitrasi Pol·lió que va ser cònsol l'any 176.